# Гжегож Сандомерський
Гжегож Сандомерський (пол. Grzegorz Sandomierski, нар. 5 вересня 1989, Білосток) — польський футболіст, воротар клубу «Краковія» та національної збірної Польщі.
Володар Кубка Польщі. Володар Суперкубка Польщі. 

## Клубна кар'єра
У дорослому футболі дебютував 2007 року виступами за команду клубу «Ягеллонія», в якій провів загалом чотири сезони, взявши участь у 55 матчах чемпіонату. 
2009 року на умовах оренди захищав ворота команди «Рух» (Високе-Мазовецьке).
У серпні 2011 року уклав контракт з бельгійським клубом «Генк». Втім, стати основним голкіпером у новому клубі не вдалося і на початку 2012 року Сандомерський повернувся до «Ягеллонії» на умовах піврічної оренди.

## Виступи за збірні
Протягом 2009–2010 років залучався до складу молодіжної збірної Польщі. На молодіжному рівні зіграв у двох офіційних матчах.
2010 року дебютував в офіційних матчах у складі національної збірної Польщі. Наприкінці травня 2012 року гравця, що мав в активі лише три гри за національну збірну, було включено до її заявки для участі у фінальній частині чемпіонату Європи 2012 року.

## Титули і досягнення
- Володар Кубка Польщі (1):

«Ягеллонія»:  2009-10
- Володар Суперкубка Польщі (1):

«Ягеллонія»:  2010
«Завіша» (Бидгощ):  2014
- Чемпіон Хорватії (1):

«Динамо» (Загреб):  2013-14
- Чемпіон Румунії (2):

ЧФР (Клуж-Напока): 2019-20, 2020-21
- Володар Суперкубка Румунії (1):

ЧФР (Клуж-Напока): 2020